# Dmitri Rybolóvlev
Dmitri Yevguénievich Rybolóvlev (en ruso: Дмитрий Евгеньевич Рыболовлев) es un empresario e inversor ruso. Presidente del AS Monaco, equipo que compró en 2011, en 2015 fue colocado en el puesto 156º por la revista Forbes entre las personas más ricas del mundo, con una fortuna estimada de $8.500 millones de dólares. 
El 19 de mayo de 2014 un tribunal suizo le ordenó pagar más de 4500 millones de dólares a su exesposa Elena, que se cree que es el acuerdo de divorcio más caro de la historia. Sin embargo, ambas partes han reconocido que la sentencia de la justicia suiza está lejos de ser una decisión final, y que el caso va a continuar por un período prolongado a través de múltiples jurisdicciones. En mayo de 2015, se corrigió el fallo tras un proceso de apelación, fijando la cantidad definitiva de 564 millones de francos suizos (570 millones de dólares).

## Biografía
Nacido en la ciudad industrial de Perm, rápidamente se interesó en la producción. Los padres de Dmitry son médicos, algo que explica sus comienzos en el área de industria medicinal, área aprovechada al desaparecer el bloque soviético. La Perestroika abrió grandes posibilidades a personas con ciertos conocimientos y recursos para enriquecerse velozmente. Esto fue aprovechado con creces por Rybolóvlev. Con su ganancia en el área médica expandió sus inversiones a otros sectores, y los resultados fueron fructíferos. Reciente ha expandido su imperio a todo el continente europeo y Estados Unidos, sin embargo, a pesar de ello no se detiene y pretende alcanzar cada frontera del globo. Siente pasión por el deporte y gusta de comprar propiedades en los sitos donde habitualmente reside o viaja por períodos considerables de tiempo.

## Carrera temprana
El primer proyecto empresarial de Rybolóvlev fue de índole médica: junto a su padre, Evgueni, fundó una compañía llamada "Magnéticos", que ofrecía una forma de tratamiento médico alternativo mediante campos magnéticos que Evgueni había desarrollado. Sin embargo, debido al colapso de los sindicatos soviéticos de planificación centralizada, las empresas clientes preferían pagarle a la empresa de Rybolóvlev con productos de ellos a precios reducidos en lugar de dinero en efectivo, lo que le obligó a buscar compradores de estos productos que recibía como pago. A menudo, estas reventas de productos arrojaron mayores beneficios que los de su negocio médico. Según la revista Forbes, durante este tiempo Rybolóvlev ganó su primer millón de dólares.

## Uralkali
Antes de haber comprado al AS Monaco en 2011, Rybolóvlev era más conocido en el mundo de los negocios internacionales por el desarrollo de Uralkali, una de las compañías industriales más grandes y exitosos de Rusia. En 2007, la oferta pública de venta de Uralkali en la Bolsa de Valores de Londres coincidió con el marcado aumento de los precios mundiales de potasa, por lo cual fue descrito por los medios financieros como una de las salidas a bolsa más exitosas de la historia.

## AS Mónaco
Durante el 2011, luego de negociar con el príncipe Alberto de Mónaco y llegar a un buen acuerdo para el club y el principado, adquirió al AS Monaco. Actualmente se encuentra reestructurando el club e invirtiendo aproximadamente 220 millones de euros para posicionarlo, nuevamente, como uno de los mejores equipos del continente y del mundo.
Etienne Franzi, expresidente del AS Monaco, en declaraciones entregadas al periódico francés Nice Matin en diciembre de 2012 (un año después de que Rybolovlev asumió la presidencia del club), afirmó: "El señor Rybolovlev ha cumplido con todas las obligaciones que había adquirido durante la entrega."
El 31 de mayo de 2013 se confirmó el contrato del jugador colombiano Radamel Falcao García por el AS Mónaco, club de la Ligue 1 de Francia, por 63 millones de euros y firmó por cinco años, con un sueldo de 14 millones de euros por temporada.
La hija de Rybolovlev, Yekaterina, es miembro de la Junta Directiva del club y suele acudir a animar al equipo.
El 6 de noviembre de 2018 fue detenido por la policía acusado de corrupción y tráfico de influencias.

## Filantropía

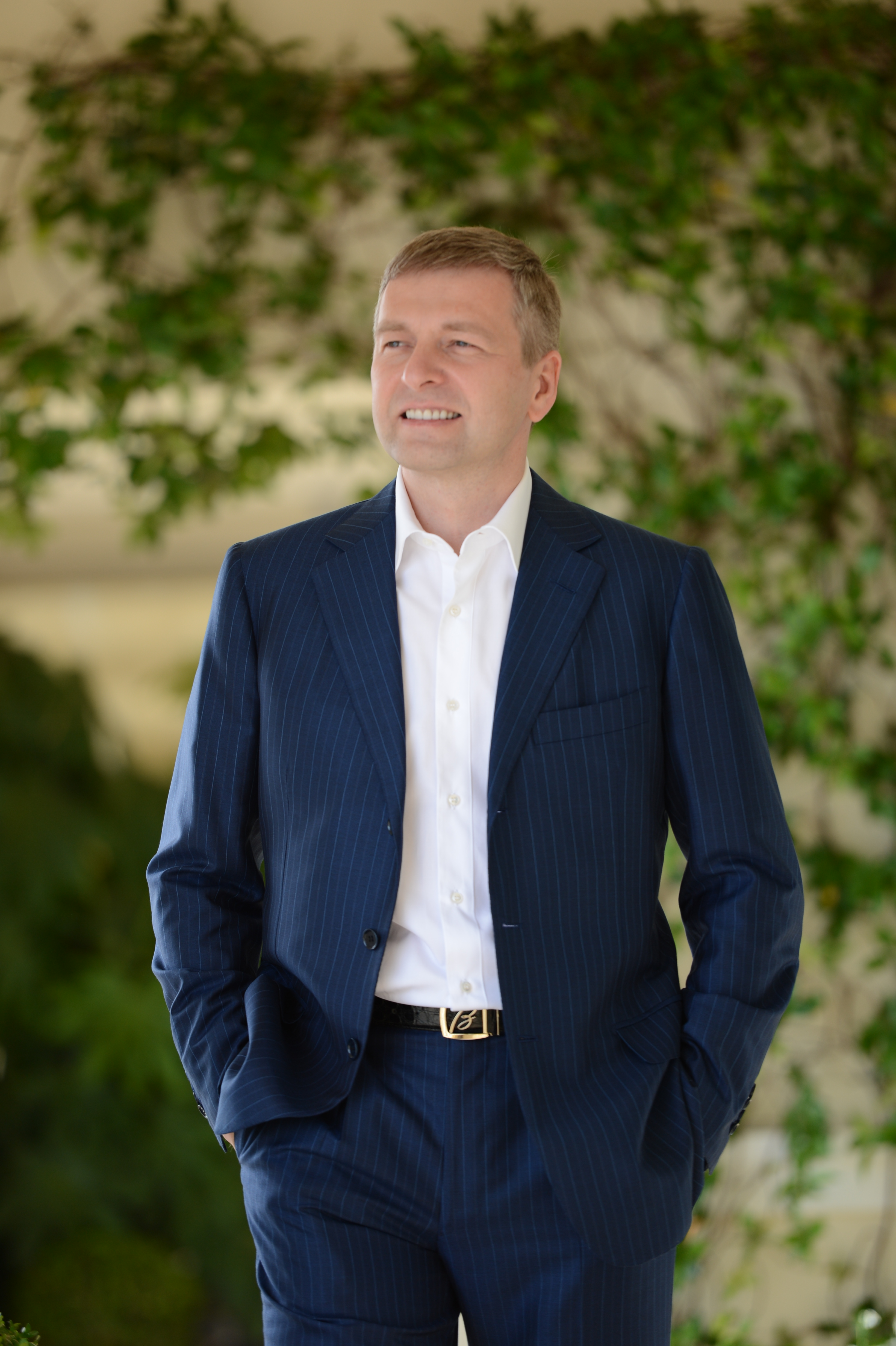
Dmitry Rybolovlev en Mónaco

Rybolovlev ha donado importantes sumas de dinero en obras benéficas para la sociedad, especialmente en su país. Apoyó la reconstrucción del Palacio Oranienbaum en San Petersburgo, así también como la Fundación Olímpica Rusa y la restauración del Monasterio Zachatievsky en Moscú. Rybolovlev donó 17,5 millones de euros para la reconstrucción de la Catedral de la Natividad de la Madre de Dios en Moscú. También ha estado involucrado en la restauración del iconostasio de la Catedral de Exaltación de la Cruz recreado en el Monasterio de San Nicolás en Belogorsk.
Rybolovlev también participa en la construcción de la iglesia ortodoxa rusa de San Nicolás en Limassol, diseñado por el arquitecto ruso Alexei Vorontsov. La Iglesia tendrá un tamaño de 1.050 m² y el edificio se adaptará a una congregación de entre 500 y 600 personas. El costo estimado del proyecto es de 5.000.000 €.
Otro proyecto en el que Rybolovlev está involucrado es Les Arts Gstaad, en el cual se realizará la construcción de un nuevo centro cultural dedicado a la música, las artes y la literatura en la ciudad suiza de Gstaad.